# Свети Георги и Свети Рафаил (Долно Крушево)
„Свети Георги и Свети Рафаил“ (на гръцки: Αγίων Γεωργίου και Ραφαήλ Παλαιών Κάτω Κερδυλλίων) е възрожденска православна църква в сярското село Долно Крушево (Като Кердилия), Гърция, част от Сярската и Нигритска епархия. 

## История
Църквата е построена в 1837 година. В 1941 година след унищожаването на Горно и Долно Крушево от германските окупационни части, църквата заедно с храма „Свети Безсребреници“ и училището са единствените сгради, които оцеляват в селото. По-късно е възстановена.
В 1991 година храмът е обявен за защитен паметник на културата.